# Jackstädt
Die Jackstädt GmbH war ein Unternehmen im Markt der selbstklebenden Papiere und Folien.

## Geschichte
Jackstädt wurde als Feinpapiergroßhandlung von Wilhelm Jackstädt 1920 in Wuppertal gegründet. Werner Jackstädt trat 1947 in den väterlichen Betrieb ein, unter seiner Leitung startete man 1949 im Markt der Selbstklebematerialien mit Selbstklebe-Postkarten.
In den 1950ern wechselte man das Geschäftsfeld, gab das Geschäft der Papiergroßhandlung auf und produzierte nur noch selbstklebende Papiere und Folien. Der Stammsitz war in Wuppertal-Elberfeld, die größte der neun Produktionsstätten lag in der Nachbarstadt Schwelm östlich von Wuppertal.

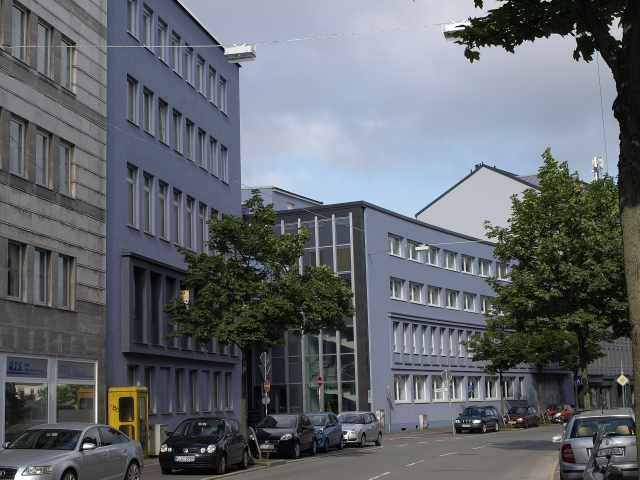
Ehemalige Verwaltung der Jackstädt GmbH (2013)

Das Markenzeichen Jac hatte hohes internationales Ansehen, 2001 beschäftigte der Konzern weltweit 2100 Mitarbeiter und erzielte einen nicht konsolidierten Umsatz von rund 1,2 Milliarden Deutschen Mark, konsolidiert etwa 400 Millionen Dollar. Als krankheitsbedingt Jackstädts Kräfte abnahmen, entschloss er sich, seine Firmengruppe an die amerikanische Avery Dennison Corporation zu verkaufen. Der Verkauf wurde im Mai 2002 durch das Kartellamt genehmigt.
Ein Teil des Verkaufserlöses in Höhe von 200 Millionen Euro (ca. 295 Millionen Dollar abzüglich übernommener Kreditverpflichtungen) wurde in die Jackstädt-Stiftung eingebracht. Die Produktionsstätten, nun ein Teil von Avery Dennison, firmierten unter JAC Graphics. Zwischenzeitlich wurde das ehemalige Unternehmen Jackstädt entlang der Produktlinien (Rollen-/Formatware) umstrukturiert, das Werk Valenciennes (Frankreich) wurde geschlossen, das vormals größte Werk in Schwelm mit dem Avery-Werk in Gotha zur Avery-Dennison Materials GmbH zusammengefasst und bis Mitte 2019 geschlossen.

## Sonstiges
Der Bruder Herwarth Jackstädt gründete 1955 in Wuppertal die Herwarth Jackstädt GmbH, ein Unternehmen, das Folienverpackungen herstellt.

## Standorte
- Karte mit allen Koordinaten:
- OSM |
- WikiMap

- ehem. Stamm- u. VerwaltungssitzKoordinaten: 51° 15′ 28,2″ N, 7° 9′ 15,8″ O
- ehem. Produktionsstätte vor dem Krieg
- Produktionsstätte JAC Graphics Division